# Тимощенко, Геннадий Анатольевич
Геннадий Анатольевич Тимощенко (род. 27 апреля 1949, Челябинск) — словацкий, ранее советский шахматист, гроссмейстер (1980).

## Биография
Тренер Г. Каспарова в соревнованиях на первенство мира (1983—1986). Инженер. Чемпион ВС СССР (1975 и 1977). В чемпионатах РСФСР (1972 и 1976) — 2-е места. В составе команды РСФСР участник Спартакиады народов СССР 1979 — 3-е место. Успешно выступил в турнире, посвященном 30-летию Победы в Великой Отечественной войне (Москва, 1975) — 1—3-е место. 
Участник 5-и олимпиад за сборную Словакии (1996, 2000—2006).
Победитель и призёр ряда международных соревнований: Гастингс (1966/1967) — 2-е; Римавска-Собота (1974) — 1-е; Поляница-Здруй (1976 и 1978) — 1-е и 6—8-е; Варна (1977) — 1-е; Дечин (1978) — 3—4-е; Слупск (1979) — 1-е; Гавана (1981) — 3-е; Баден-Баден (1985) — 6—7-е; Хельсинки (1986) — 1—2-е; Берлин (1986) — 4—6-е; Фрунзе (1987) — 2-е места.
С 1993 года живёт в Словакии.

## Книги
- Геннадий Тимощенко. Дебютный репертуар будущего мастера. — М.: РИПОЛ Классик, 2009. — 240 с. — (Искусство шахмат). — ISBN 978-5-386-01229-8.
- Геннадий Тимощенко. Сицилианская защита. Челябинский вариант. — М.: Русский шахматный дом, 2016. — 656 с. — (Искусство шахмат). — ISBN 978-5-946-93509-8.

## Изменения рейтинга
| Графики недоступны из-за технических проблем. См. информацию на Фабрикаторе и на mediawiki.org. |